# Hrvatska elektroprivreda
Hrvatska elektroprivreda d.d. (HEP d.d.) (укр. АТ «Хорватська електроенергетика») — хорватська національна енергетична компанія, яка вже понад століття займається виробництвом, передаванням та розподілом електроенергії, а протягом останніх декількох десятиліть ще й теплопостачанням та розподілом газу. Організована у формі холдингової компанії «HEP Group» з низкою дочірніх підприємств. Претендує на звання найстарішої електричної компанії, що розподіляє змінний струм, беручи початок із 1895 року, коли було збудовано першу європейську електростанцію Ярузьку ГЕС, яка лише на три дні молодша за Адамську електростанцію на Ніагарському водоспаді.
«Hrvatska elektroprivreda» є одним із двох власників компанії «СПГ-Хорватія», через яку відбувається інвестування будівництва терміналу СПГ на острові Крк, розрахованого на транспортування до 2,6 млрд м³ на рік природного газу в національну мережу Хорватії з 2021 року.
10 жовтня 2019 «HEP d.d.» підписала Меморандум про взаєморозуміння та ділову співпрацю з українською компанією ДТЕК. Підписи під документом поставили голова правління «HEP d.d.» Фране Барбарич і генеральний директор ДТЕК Максим Тімченко. У церемонії підписання взяли участь Прем'єр-міністр Хорватії Андрей Пленкович і Тимчасовий повірений у справах України у Республіці Хорватія Сергій Горопаха. Меморандум передбачає можливості в ділянці торгівлі енергоресурсами, втілення спільних проєктів на зарубіжних ринках, включаючи інвестиції в енергетичні активи.

## Структура
Генерування електроенергії делеговано двом дочірнім компаніям: «HEP Proizvodnja d.o.o.», яка займається більшістю виробничих потужностей, і «TE Plomin d.o.o.», співвласником якої є «HEP» і «RWE Power» та яка керує Пломінською теплоелектростанцією. «HEP» також володіє 50% атомної електростанції Кршко у Словенії.
«HEP Operator prijenosnog sustava d.o.o.» (HEP OPS; укр. Оператор передавальної системи HEP) та HEP Operator distribucijskog sustava d.o.o. (HEP ODS, укр. Оператор розподільчої системи HEP) є постачальниками державних послуг із передачі та розподілу електроенергії відповідно до потреб учасників хорватського ринку. У Хорватії є понад 2,3 млн споживачів, тобто точок виміру поставленої електроенергії. Постачання тарифних клієнтів є відповідальністю оператора розподільної системи HEP d.o.o. піддаються конкуренції з боку інших електроенергетичних компаній на ринку. «HEP ODS» відповідає за постачання тарифним клієнтам, тоді як постачання кваліфікованим споживачам (промисловість і бізнес) підпадає під юрисдикцію «HEP Opskrba d.o.o.»
Інші види діяльності включають: теплопостачання («HEP Toplinarstvo d.o.o»), газопостачання («HEP Plin d.o.o.»), енергоефективність («HEP ESCO d.o.o.»), охорона довкілля з упором на управління відходами («APO d.o.o»), відновлювані джерела енергії («HEP Obnovljivi izvori energije d.o.o.»), освіта і навчання («HEP Nastavno-obrazovni centar») та дозвілля і відпочинок («HEP Odmor i rekreacija d.o.o.»).